# Soós István (labdarúgó)
Soós István (Eger, 1952. december 9. – 2025. április 13.) válogatott magyar labdarúgó, középpályás.

## Pályafutása

### Klubcsapatban
1972-ig a Nagykanizsai Olajbányász, 1972 és 1987 között a Zalaegerszegi TE labdarúgója volt. 1987–88-ban az osztrák Rudersdorf csapatában fejezte be az aktív játékot.

### A válogatottban
1980-ban egy alkalommal szerepelt a válogatottban. Kétszeres utánpótlás válogatott (1974–75), egyszeres B-válogatott (1980), egyszeres egyéb válogatott (1980).

## Sikerei, díjai
- Magyar bajnokság
  - 4.: 1984–85, 1985–86

## Statisztika

### Mérkőzése a válogatottban
| Magyarország | Magyarország    | Magyarország         | Magyarország | Magyarország | Magyarország | Magyarország | Magyarország | Magyarország |
| #            | Dátum           | Helyszín             | Hazai        | Eredmény     | Vendég       | Kiírás       | Gólok        | Esemény      |
| ------------ | --------------- | -------------------- | ------------ | ------------ | ------------ | ------------ | ------------ | ------------ |
| 1.           | 1980. június 4. | Budapest, Népstadion | Magyarország | 1 – 1        | Ausztria     | barátságos   | -            | 76'          |
|              | Összesen        |                      |              | 1            | mérkőzés     |              | 0            | gól          |